# Стенлі Станчик
Стенлі Станчик (англ. Stanley Stanczyk, 10 травня 1925 — 3 липня 1997) — американський важкоатлет.
Олімпійський чемпіон 1948  року в категорії до 82,5 кг, срібний призер 1952 року в категорії до 82,5 кг.
Переможець Панамериканських ігор 1951 року в напівважкій вазі.
Чемпіон світу 1946 (легка вага), 1947 (середня вага), 1949 (напівважка вага), 1950 (напівважка вага), 1951 (напівважка вага) років, бронзовий призер 1953 (напівважка вага), 1954 (середня вага) років.